# Naturkundemuseum Coburg

Logo des Naturkundemuseums Coburg

Das Naturkunde-Museum Coburg ist ein Naturkundemuseum in der oberfränkischen Stadt Coburg. Es befindet sich auf dem Gelände des Coburger Hofgartens und geht zurück auf die Sammelleidenschaft der Coburger Herzöge.

## Geschichte

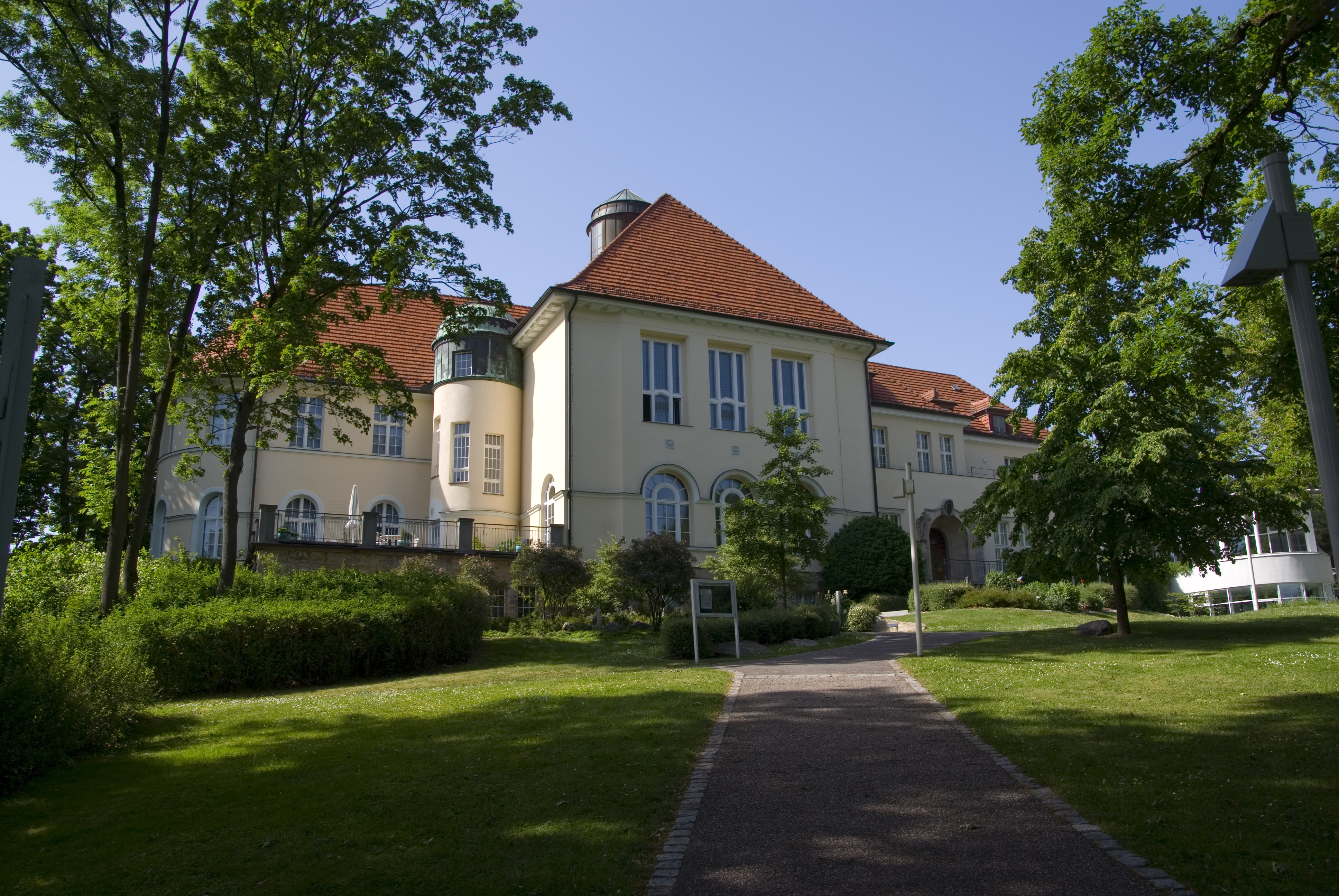
Der Altbau des Naturkundemuseums

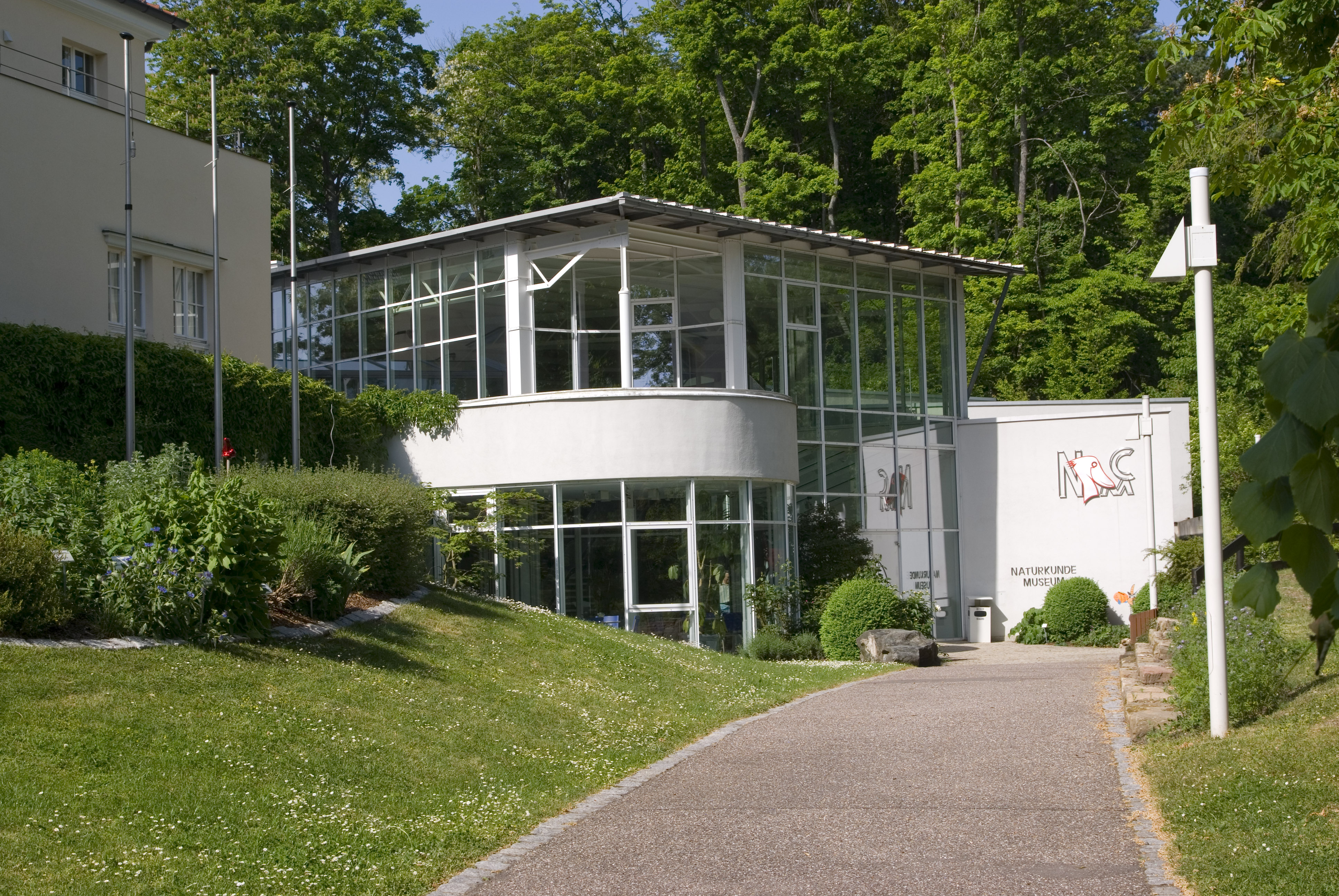
Neubau aus Glas und Metall, Haupteingang

Die Sammlungen gehen im Wesentlichen auf die Brüder Herzog Ernst II. (1818–1893) und Albert (1819–1861), Prinzgemahl der Königin Victoria von Großbritannien, zurück.
1844 wurden die Sammlungen, das „Herzogliche Kunst- und Naturaliencabinet“, erstmals der Öffentlichkeit zugänglich gemacht. Erster Direktor war ab 1844 Carl Friedrich von Schauroth. Nach mehreren Umzügen wegen Platzmangels war es auf der Veste Coburg untergebracht. Schließlich wurde ab 1912 im Auftrag des letzten Herzogs Carl Eduard das Gebäude für das Naturwissenschaftliche Museum am Rand des Coburger Hofgartens errichtet. Die offizielle Einweihung war am 1. Juli 1913, die Eröffnung folgte am 19. Mai 1914. Das Gebäude plante der Berliner Architekt und Hofbaurat Rudolf Zahn. Mit einer Nutzfläche von 1800 Quadratmetern war es damals einer der größten Neubauten für ein Naturkundemuseum in Deutschland. Die Baukosten betrugen 170.000 Mark.
Der dreigeschossige, historisierende Altbau hat einen markanten dreiachsigen Mittelflügel mit einer Kuppel, die als Observatorium vorgesehen war. Die Fenster im Obergeschoss sind rechtwinklig, im Erdgeschoss rundbogig. Das Sockelgeschoss ist in Rustikaquaderung gestaltet.
Seit 1919 gehört das ehemalige Hofgartenmuseum, zuvor Privatbesitz des Herzogs, dem bayerischen Staat, die Sammlungen sind Eigentum der Coburger Landesstiftung. Von 1931 bis 1955 war Hans von Boetticher Direktor des Museums. Im Jahr 1987 folgte die Umbenennung in Naturkundemuseum Coburg. Durch einen Erweiterungsbau von 1991 bis 1996 hat das Museum bei 4800 m² Nutzfläche eine Ausstellungsfläche von insgesamt 2400 m² und 1000 m² Magazinfläche.
Seit 2006 ist im Naturkundemuseum ein Raum, der Herzogin-Auguste-Saal, nach Auguste Reuß zu Ebersdorf, der zweiten Gattin von Herzog Franz von Sachsen-Coburg-Saalfeld benannt, die durch ihr Interesse für die Natur sowohl bei ihrem Ehemann, besonders aber bei ihren Enkeln Ernst und Albert die Sammelleidenschaft weckte.

## Themenbereiche
- Evolution
- Erdgeschichte
- Mineralien der Erde
- Der Mensch inklusive Völkerkunde
- Miscellanea (verschiedene Sammelwerke) u. a. Eiszeit und Coburger Märbelmühle (Herstellung von Murmeln)

## Sonderausstellungen
- Die Großen Vier (30. November 2014 – 29. Dezember 2014)
- Schottland – Land der Saurier, Kilts und Lochs (18. Oktober 2014 – 22. Februar 2015)
- Einfälle statt Abfälle – Kulturphänomen Recycling (28. Februar 2015 – 5. Juni 2015)
- Pilze - Netzwerker der Natur (19. Juni 2015 – 21. Februar 2016)
- Biodiversität in Entenhausen - Tiere aus einer parallelen Welt (11. März 2016 – 29. Mai 2016)
- Hunde.Menschen! Über das Leben auf sechs Beinen (12. Juni 2016 – 9. Oktober 2016)
- Das heimliche Leben der Waschbären (6. Oktober 2016 – 21. Januar 2017)
- Heinz Sielmann (1917–2006): Ein Leben für die Natur (5. Februar 2017 – 26. März 2017)
- Wilde Pflanzen vor der Tür (21. Mai 2017 – 30. Juli 2017)
- J.C.M Reinecke: Des Urmeeres Nautili – 200 Jahre Ammonitenforschung in Coburg (11. März 2018 – 30. September 2018)
- Chinas Rot – Ein Land zwischen Tradition und Moderne (27. Oktober 2018 – 31. März 2019)
- Die Orkney-Inseln – Schottlands Vorposten zwischen Atlantik und Nordsee (12. Oktober 2019 – 19. April 2020)
- Isle of Wight – Ferieninsel von Queen Victoria und Prinz Albert (23. September 2023 – 3. März 2024)[3]

## Wissenswertes
- Führungen für Kinder durch geschultes Personal, u. a. Mikroskopie
- Alle Themenbereiche sind mit großen Bildern und Modellen dargestellt, z. B. Nachbau einer afrikanischen Hütte, Mineraltunnel für Kinder, großer Nachbau eines Reisfeldes mit Ochsen und Bauer.
- Viele Original-Ausstellungsstücke aus der Steinzeit und von Dinosauriern
- Geheimer Kellerbereich mit großem Archiv an Sammelstücken, unzählige Mineralienfundstücke
- Unweit des Eingangs ist ein Bienenschaukasten aufgestellt.